# Aerobiz
Aerobiz é um jogo de simulação de empresas aéreas. Foi lançado pela KOEI em 1992, originalmente para os consoles Sega Mega Drive (Genesis) e Super Nintendo.
Posteriormente, a KOEI lançou uma nova versão, Aerobiz Supersonic, que trouxe inovações nos gráficos, no conteúdo e nos aviões. A série não alcançou muito sucesso no Brasil.

## Objetivos
Aerobiz procura ser uma série de estratégia e conteúdo educativo para todo o público. O jogador é promovido a CEO, e tem a missão de, em 20 anos, levar sua companhia ao topo do mercado mundial da aviação, tendo que gerenciar o marketing e as finanças, além da compra de aviões, a fim de se tornar uma empresa aérea presente em todos os continentes, vencendo assim toda a concorrência.

## Aviões
Aerobiz oferece uma ampla variedade de aviões, e de fabricantes como Boeing, MDC, Airbus, Tupolev, Lockheed, Vickers, Sud Aviation, Aerospatiale e Ilyushin. O jogador conta com séries de JetPlanes consagrados mundialmente como o Boeing 737, e, nos cenários oferecidos para determinadas épocas, pode acompanhar desde o StarLight Costelation até a criação dos jatos comerciais como o Boeing 707. Entre os aviões presentes no jogo, encontram-se (incluindo aviões da versão Aerobiz Supersonic):
- Boeing: 707-120, 727-100, 737-200, 747-200, 747-400, 777, 707-320, 727-200, 737-300, 747-300, 757, 767.
- MacDonnell Douglas: DC6, DC8-60, DC8-30, DC9-30, DC8-50 DC10, MD80, MD11
- Airbus: A300, A320, A300-600, A340, A310
- Tupolev: Tu104, Tu154, Tu124, Tu154B, Tu134, Tu204, Tu144
- Ilyushin: IL14, IL62MK, IL96-300, IL62M, IL86
- Lockheed: L104, L1011
- Groupe Aeroespatiale: Concorde

Outro fato é que chegando no final do quarto cenário do Aerobiz Supersonic, alguns aviões passam a aparecer como projetos não reais de algumas fábricas. Chegando a induzir os aviões do futuro.

## Cenários
O jogo possui dois cenários onde o usuário pode atuar (são quatro cenários no Aerobiz Supersonic). Esses cenários são divididos em em datas de começo e término. Ou seja, o jogador escolhe o cenário em sua respectiva data de começo e depois de 20 anos o cenário acaba, e a vitória depende de que se cumpram os objetivos pedidos pelo jogo. Além de informações sobre aviões de cada época e lançamentos em respectivas datas, o jogo relata também acontecimentos como guerras no Oriente Médio, enchentes em países, problemas de tempo, o que reduz o fluxo de passageiros para determinadas regiões, e cabe ao jogador fazer com que sua empresa não sinta os prejuízos que a natureza irá causar. Além disso, os aviões devem ser mantidos sempre em perfeito estado, pois sem manutenção adequada eles correm o risco de acidentes, levando assim os passageiros a buscar outras companhias. Outro fator importante no jogo é a aceitação dos passageiros de cada região a determinados tipos de aviões. Por exemplo, nos EUA, os passageiros tendem a preferir aviões da Boeing e MDC. Cabe ao usuário combinar corretamente o tipo e a quantidade a fim de obter os melhores resultados. O jogo também traz informações sobre as cidades, como Status Econômico e Turístico.